# Apostolska nunciatura v Latviji
Apostolska nunciatura v Latviji je diplomatsko prestavništvo (veleposlaništvo) Svetega sedeža v Latviji; ustanovljena je bila leta 1925.
Trenutni (2014) apostolski nuncij je Pedro López Quintana.

## Seznam apostolskih nuncijev
- Antonino Zecchini (25. oktober 1922 - ?)
- Antonino Arata (11. julij 1935 - 25. avgust 1948)
- Justo Mullor García (30. november 1991 - 2. april 1997)
- Erwin Josef Ender (9. julij 1997 - 19. maj 2001)
- Peter Stephan Zurbriggen (25. oktober 2001 - 14. januar 2009)
- Luigi Bonazzi (25. marec 2009 - 18. december 2013)
- Pedro López Quintana (22. marec 2014 - danes)